# Gare de Gretz-Armainvilliers
La gare de Gretz-Armainvilliers est une gare ferroviaire française de la ligne de Paris-Est à Mulhouse-Ville, située sur le territoire de la commune de Gretz-Armainvilliers, dans le département de Seine-et-Marne en région Île-de-France.
Elle est mise en service en 1857 par la compagnie des chemins de fer de l'Est.
C'est une gare de la Société nationale des chemins de fer français (SNCF), desservie par les trains de la ligne E du RER.

## Situation ferroviaire

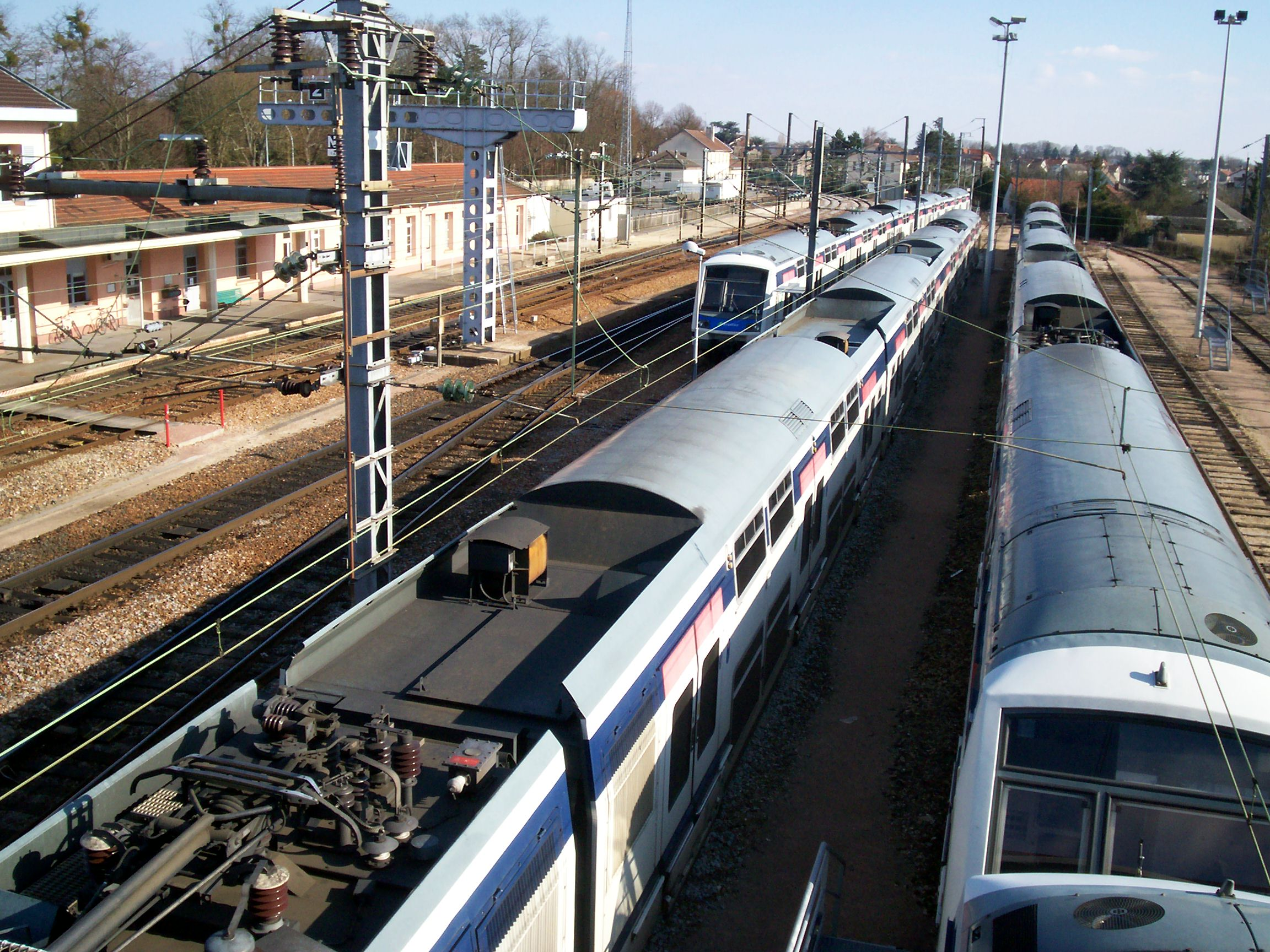
La ligne et les voies de garage avec des MI 2N Éole, trains à 2 niveaux du RER E

La gare de Gretz-Armainvilliers, établie à 109 m d'altitude, est située au point kilométrique (PK) 38,321 de la ligne de Paris-Est à Mulhouse-Ville, entre les gares ouvertes d'Ozoir-la-Ferrière et de Verneuil-l'Étang. Gare de bifurcation, elle est à l'origine de la ligne de Gretz-Armainvilliers à Sézanne qui se débranche de la ligne de Paris-Est à Mulhouse-Ville dès la sortie de la gare en direction de Mulhouse. La gare comporte cinq voies de garage utilisées par les rames du réseau RER ainsi que des voies de service.

## Histoire
La compagnie des chemins de fer de l'Est commence les travaux en 1855 et met en service la station de Gretz lors de l'ouverture au service commercial, le 9 février 1857, de la section de Nogent à Nangis. Cette section est ouverte avec une seule voie ; la deuxième n'est mise en service que le 23 avril. Plusieurs administrateurs de la compagnie ont des domaines sur la commune, notamment les frères Pereire qui s'y installent en 1852 et le baron de Rothschild qui transforme un domaine familial en résidence en 1877.
En juillet 1859, la compagnie des chemins de fer de l'Est, qui vient de disposer des terrains de l'emprise de la voie ferrée, peut commencer les travaux du tronçon de Gretz à Mortcerf de la future ligne de Gretz à Sézanne. Elle procède à la mise en service commercial de ce tronçon le 2 février 1861.
En 1936, la gare est desservie par un service de banlieue dont le dernier arrêt est la gare de Longueville. Durant la période d'hiver, à Gretz-Armainvilliers, il y a seize aller-retour chaque jour ouvrable dont deux rotations assurées par un autorail.
Pendant le conflit de la Seconde Guerre mondiale, la gare et son triage sont utilisés par l'armée allemande qui a également réquisitionné les châteaux des administrateurs de la compagnie de l'Est ; le sous-sol du château du baron de Rothschild est transformé en infirmerie. Le 22 juin 1944, l'aviation des alliés mitraille et bombarde les trains et les installations ferroviaires. Le bâtiment voyageurs de la gare, gravement endommagé, ne sera pas réparé ; un nouveau bâtiment sera construit après la fin du conflit.
En 2000, le Contrat de plan État-région Île-de-France inscrit le prolongement de la ligne E du RER de Villiers-sur-Marne à Tournan. Le 14 février 2002, le conseil d'administration du Syndicat des transports d'Île-de-France (STIF) approuve l'avant-projet. Le 14 décembre 2003, la ligne est débranchée, de son réseau historique la raccordant avec la gare de Paris-Est, pour se retrouver raccordée à la ligne E du RER qui aboutit à la gare souterraine d'Haussmann - Saint-Lazare. Outre les modifications concernant le trajet et les horaires, cette intégration dans le réseau RER est l'occasion d'une amélioration des services en gare. L'accès aux rames est facilité par un rehaussement des quais, qui passent de 0,55 m à 0,92 m. Des aménagements et équipements permettent l'amélioration de l'accessibilité des personnes à la mobilité réduite (PMR). Des écrans installés sur les quais permettent une information en temps réel.
Jusqu'au changement d'horaires de décembre 2009, les trains de la ligne P du Transilien circulant sur les axes vers ou depuis Coulommiers et Provins desservaient cette gare.
La gare dispose d'un nouveau poste d'aiguillage informatisé de type PAI mis en service le week-end du 26/27 novembre 2016 après deux week-ends d'interruption de trafic sur la zone ainsi que des études et travaux préparatoires qui avaient débuté en 2012. La gare disposait alors d'un poste d'aiguillage de technologie suisse de type Domino 67, du fabricant Integra, se rapprochant des postes de type PRG ; mis en service le 9 mars 1971, il est resté le seul poste de ce type en service en France.
En 2023, la fréquentation annuelle estimée par la SNCF est de 885 284 voyageurs.

## Service des voyageurs

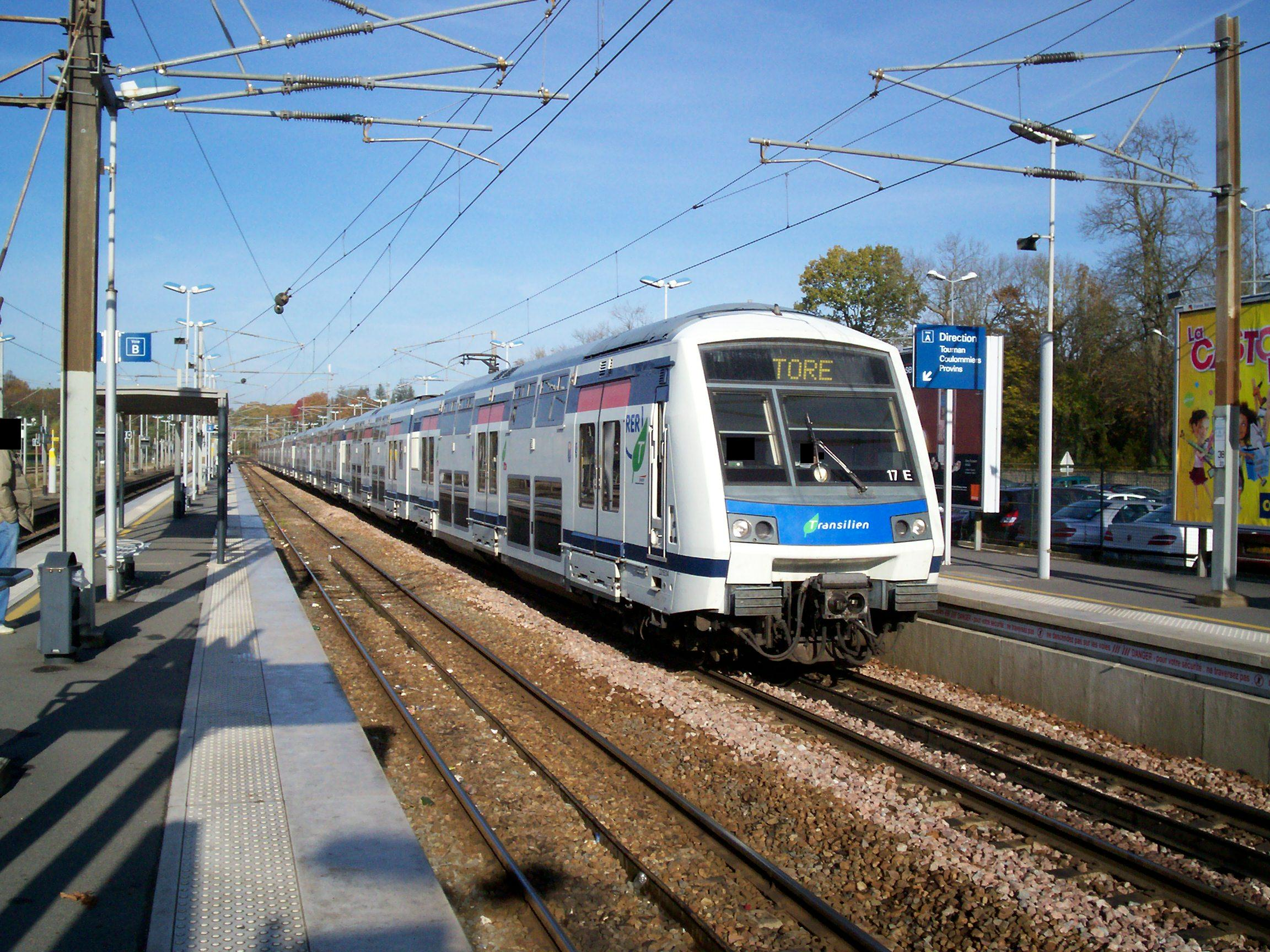
Le train TORE (actuellement TAVA) du RER E arrive en gare de Gretz-Armainvilliers en direction de Tournan-en-Brie.

### Accueil
Gare SNCF du réseau Transilien, elle offre divers services avec, notamment, une présence commerciale quotidienne et des aménagements et services pour les personnes à mobilité réduite. Elle est équipée d'automates pour la vente des titres de transport (Transilien et Navigo) ainsi que d'un « système d'information sur les circulations des trains en temps réel ».

### Desserte
La gare de Gretz-Armainvilliers est desservie à raison (par sens) d'un train toutes les 30 minutes aux heures creuses et en soirée et de deux à quatre trains par heure aux heures de pointe. Plus de 44 trains par jour et par sens desservent la gare.

### Intermodalité
Des parkings pour les véhicules sont aménagés dans l'environnement immédiat de la gare. La gare est desservie par les lignes 3103, 3111, 3112, 3115, 3118, du TàD Gretz - Tournan et Soirée Gretz-Armainvilliers du réseau de bus du Pays Briard et, la nuit, par la ligne N142 du service de bus de nuit Noctilien.

## Service des marchandises
Cette gare est ouverte au service du fret.